# ヴィクター・ジョージ・カヴァナー (1909年生のラグビー指導者)
ヴィクター・ジョージ・カヴァナー（Victor George Cavanagh、1909年6月19日 - 1980年7月20日）はニュージーランドのラグビーユニオン選手、指導者。“ヤング・ヴィック”・カヴァナーとして知られる。
彼の父は同じくラグビー指導者の“オールド・ヴィック”・カヴァナー。父のオールド・ヴィックとともに、ニュージーランドのラグビー競技の発展に多大な影響を与えた。

## 生涯
オールド・ヴィックは1874年にニュージーランドのオタゴ地方ダニーデンにあるキャバーシャムで誕生。彼はダニーデンのサザン・クラブにてラグビーユニオン競技をプレーし、フッカーのポジションを務めた。彼はまたオタゴボーイズ高校にてクリケット競技も行った。
彼はスポーツの分野を超えて、著名な新聞記者でもあった。彼はオタゴ・デイリー・タイムズ紙で植字工としてキャリアを開始し、1950年から対抗紙イブニング・スターでゼネラルマネージャーに就任した。彼は2紙の合併を監督し、1974年にアライド・プレスを創設した。彼は新会社において初代社長を務め、1976年に退いた。
スポーツの分野では、カヴァナーはクリケット競技においてオタゴ代表に選出され、中位打線を担うバッツマンを任された。彼は通算で1,300ラン近くを獲得し、アベレージ24という記録を残した。国際試合への出場はなかったが、ナショナルスコッドに選出されたこともある。ラグビーユニオン競技では、1931年にオタゴにおいてフランカーのポジションでプレーしたが、彼のキャリアは負傷によりわずか7試合で終了した。1934年、彼は父の足跡を継ぎ、サザン・クラブのシニアチームで監督に就任した。
1929年、オールド・ヴィックはブレイクダウンにおいて体重の軽いフォワードの学生がボールを獲得することを目的として、「ルーズスクラム」の技術を開発した。最新鋭の3-4-1スクラムはフォワードのプレイに革命をもたらし、後にヤング・ヴィックが「サザン・スタイル」と呼ばれる形に改善した。これにより第二次世界大戦期に、オタゴ地方におけるラグビーに優位性をもたらした。